# Cá bàng chài đỏ
Oxycheilinus orientalis là một loài cá biển thuộc chi Oxycheilinus trong họ Cá bàng chài. Loài này được mô tả lần đầu tiên vào năm 1862.

## Từ nguyên
Từ định danh orientalis trong tiếng Latinh có nghĩa là "phía đông", không rõ hàm ý điều gì, có lẽ đề cập đến vị trí phát hiện đầu tiên của loài này ở Indonesia.

## Phạm vi phân bố và môi trường sống
O. orientalis có phạm vi phân bố thưa thớt ở Ấn Độ Dương và rộng rãi ở Tây Thái Bình Dương. Loài này được ghi nhận từ vịnh Aqaba (phía bắc Biển Đỏ) và một phần bờ biển Đông Phi, băng qua vùng biển các nước Đông Nam Á trải dài về phía đông đến nhiều đảo quốc thuộc châu Đại Dương (xa nhất là đến quần đảo Samoa), ngược lên phía bắc đến quần đảo Ryukyu (Nhật Bản), giới hạn phía nam đến Nouvelle-Calédonie. Ở Việt Nam, loài này được ghi nhận tại quần đảo Trường Sa và quần đảo Hoàng Sa.
O. orientalis sống xung quanh các rạn san hô trên nền đáy bùn, cát và đá vụn, cũng được tìm thấy trong các thảm cỏ biển và tảo ở độ sâu khoảng từ 15 đến 80 m. Tại rạn san hô Great Barrier, loài này đã được quan sát và ghi nhận ở độ sâu khoảng 99,5–110 m.

## Mô tả
O. orientalis có chiều dài cơ thể tối đa được ghi nhận là 20 cm. Cá trưởng thành có thân thuôn dài, có màu đỏ lốm đốm trắng và các chấm đỏ. Có 2 dải sọc trắng nhạt khá mờ dọc theo chiều dài cơ thể. Các đường sọc màu trắng đến xanh lục lam nhạt ở mỗi bên hàm dưới với các vệt chấm cùng màu. Mống mắt màu vàng cam với vòng viền màu xanh lam. Vây lưng và vây hậu môn có màu đỏ cam nhạt với các vạch xiên màu đỏ; vây lưng đôi khi hơi đen ở màng đầu tiên. Vây đuôi màu đỏ, lốm đốm trắng, thường có một vạch trắng ở gần gốc. Vây ngực trong suốt, có các tia màu vàng nhạt. Vây bụng trong mờ, màu trắng lốm đốm đỏ và trắng.
Cá nhỏ hơn có màu đỏ nhạt, có màu hồng ở thân trên và trắng ở thân dưới. Có sọc màu vàng cam từ cằm đến mắt, chạy dọc theo chiều dài thân đến giữa vây đuôi.
Số gai ở vây lưng: 9; Số tia vây ở vây lưng: 10; Số gai ở vây hậu môn: 3; Số tia vây ở vây hậu môn: 8; Số tia vây ở vây ngực: 12.

## Sinh thái học
Thức ăn của O. orientalis là các loài giáp xác và cá nhỏ. Loài này được ghi nhận là sống cộng sinh với loài san hô nấm Heliofungia actiniformis.